# Mario and Luigi: Superstar Saga
Mario and Luigi: Superstar Saga est un jeu vidéo de rôle (ou plus couramment "RPG", de l'anglais "Role Playing Game") édité par Nintendo pour sa console portable Game Boy Advance en 2003. Le jeu est développé par le studio AlphaDream. Il s'agit du troisième jeu mettant en scène Mario dans un RPG après Super Mario RPG: Legend of the Seven Stars (SNES/SFC) et Paper Mario (N64), ainsi que le premier de la série Mario & Luigi. Le jeu s'est vendu à 2,17 millions d'exemplaires. 
Un remake intitulé Mario and Luigi: Superstar Saga + Bowser's Minions est sorti sur Nintendo 3DS le 6 octobre 2017. L'histoire est inchangée, mais les graphismes ont été refaits pour la console, auquel a été ajouté le mode de jeu "Super Sbires Saga", racontant ce qui arrive aux sbires de Bowser après l'écrasement du Tortue-Jet.

## Scénario
L'ambassadeur du royaume de Végésia dérobe la voix de la (fausse) princesse Peach pour la rendre explosive. Afin d'éviter que celle-ci ne soit utilisée a des fins malveillantes par Graguémona, une sorcière diabolique, Toad prévient Mario et l'emmène vers l'environ de Tortue-Jet de Bowser, grâce auquel ils partent tous en direction du royaume de Végésia.
Il s'agit de l'un des rares jeu de la licence Mario où l'antagoniste n'est pas Bowser.

## Personnages

### Protagonistes
- Mario: Le célèbre plombier revenant avec sa moustache légendaire.
- Luigi: Le frère cadet de Mario portant aussi une brillante moustache.
- Peach: Princesse du Royaume Champignon et victime de l'attaque de Graguémona.
- Bowser: Roi des Koopas et pire ennemi de Mario mais cette fois, il va devoir s'allier avec lui.
- Reine Végélia: Reine du Royaume de Végésia. Elle a été victime d'une malédiction de Graguémona qui a fait changer son apparence.
- Prince Harik: Prince du Royaume de Végésia. Il a été victime d'un sortilège transformé en dragon par Graguémona.
- Eveline, José et Marcus Végétal: Trois archéologues et explorateurs. Ils ont exploré les Environs de Végésia, les Ruines Marra, les Bois du Rire, le Joke's End et l'Île Kusu. Leurs oncle est le professeur Columbia Végétal.

### Antagonistes
- Graguémona: Sorcière diabolique du Royaume de Végésia. C'est elle qui a volé la voix de la princesse Peach.
- Gracowitz: Disciple de Graguémona.
- Pargne le caïd : Voleur de trésors prétendant être le meilleur de sa catégorie. Généralement accompagné d'une recrue.

## Royaume de Végésia
Le Royaume de Végésia est un lieu imaginaire dans lequel se déroulent les aventures de Mario et de Luigi dans ce jeu. Le Royaume de Végésia est un royaume directement voisin du Royaume Champignon. Le Royaume de Végésia est caractérisé par une population d'êtres vivants ressemblants à des haricots, issus de la Tribu du Pois. Le Royaume est majoritairement composé de plaines qui se localisent surtout aux alentours du Château. Un système de canalisation permet de se rendre quelque part en un rien de temps, comme les tuyaux du Royaume Champignon.
Les principaux lieux visités sont :
- Le plateau Stella, plateau où se situe la frontière entre le royaume Champignon et le royaume de Végésia.
- Le village Uf, village localisé dans la montagne Uf.
- La ville du château de Végésia, comme son nom l'indique c'est dans ce lieu que se situe la reine Végélia et son château en plus d'un centre ville. Entourée de champs abritant plusieurs activités.
- Le bois du rire, bois sombre où est conçu le soda hilaro, le château de Sodagnoble y est situé.
- L'Hahadémie, centre de recherche du rire de Végésia.
- L'île Kusu, île située au milieu de la mer abritant deux temples sacrés.
- Le joke end, île glaciale et isolée, gardé par un ami des gardiens.
- Le château de Bowser, chaud et dangereux comme à son habitude. Il n'est plus gardé par Bowser.

## Système de jeu
Ce jeu de rôle permet au joueur de contrôler les deux personnages, Mario et Luigi, au tour par tour mais le gameplay comporte plusieurs particularités.
Les attaques sont subdivisées en deux grandes catégories : Les attaques solos et les attaques frères (ou duo). Lors d'une attaque solo, le joueur doit presser le bouton assigné au personnage qui l'effectue au bon moment pour amplifier les dommages causés à l'ennemi. L'appellation donnée à ce système est "commande d'action". Dans le cas d'une attaque frère (ou duo), le joueur doit appuyer successivement sur plusieurs boutons différents, notamment dans le but d'amplifier les dommages causé, mais aussi, dans le cas où le joueur effectue une "commande avancée", d'obtenir un effet ou un bonus supplémentaire.
Durant les attaques ennemies, Mario et Luigi peuvent soit sauter pour éviter l'attaque, soit utiliser le marteau pour esquiver et contre-attaquer, ou encore utiliser le feu (pour Mario) ou l'électricité (pour Luigi) avec leur main.
Il existe trois modes différents pour effectuer une attaque duo, soit les modes 1, 2 et 3. Lors du mode 1 l'action ralentit et le bouton de l'action est clairement indiqué quand vient le moment d'effectuer une commande. Le mode deux est identique, à ceci près qu'il ne dispose d'aucun ralenti. Le mode 3 est sans ralenti ni indications claires. Faire les attaques en mode 3 diminue la consommation de Points Frères et augmente légèrement la puissance de l'attaque.
Les frères peuvent utiliser différentes techniques pour avancer dans le jeu : saut en vrille, super saut, enfoncer Luigi dans le sol, rétrécir Mario, pouvoir de feu pour Mario et pouvoir d'électricité pour Luigi, brûler Luigi pour le faire courir vite et électrocuter Mario pour avancer synchroniquement à la verticale ou à l'horizontale. De plus, les protagonistes peuvent se séparer si l'occasion se présente (allié capturé, grillage les séparant, etc.).

## Mario and Luigi: Superstar Saga + Les Sbires de Bowser
Le 13 juin 2017, lors de l'E3, Nintendo annonce une adaptation du jeu pour les consoles de la famille 3DS sous le titre Mario and Luigi: Superstar Saga + Les Sbires de Bowser (Mario and Luigi: Superstar Saga + Bowser’s Minions). L'histoire est inchangée, mais les graphismes ont été refaits pour la 3DS, auquel a été ajouté le mode de jeu Super Sbires Saga, racontant ce qui arrive aux sbires de Bowser après l'écrasement du Tortue-Jet. De plus, des références aux autres pays visités par nos héros dans les autres jeux de la saga sont ajoutés, très visibles par exemple au cinéma Yoshi.

## Accueil
| Publication   | Note   |
| ------------- | ------ |
| Jeuxvideo.com | 17/20  |
| Gamekult      | 9/10   |
| IGN           | 9/10   |
| GameSpot      | 9,2/10 |
| Eurogamer     | 9/10   |
| Metacritic    | 90%    |

Le jeu est très bien reçu par les joueurs et la presse spécialisée. Il reçoit par exemple la note de 17/20 sur Jeuxvideo.com, ou 9,2/10 pour GameSpot.com, entre autres (voir tableau). 
Le jeu est salué pour son humour omniprésent et le ridicule des situations, ainsi que pour le dynamisme de ses combats dû à la possibilité de contre-attaquer. "Le résultat est très bien pensé, puisqu'il assure un dynamisme constant à des combats pourtant en temps réel." (Jeuxvideo.com). La technique est elle aussi acclamée Gamekult affirme par exemple que "déjà bien riche et solide dans son gameplay, Mario et Luigi : Superstar Saga est en plus doté d'une réalisation à toute épreuve."